# الصعادلة
السعادلة جماعة قروية مغربية تابعة لإقليم آسفي ضمن جهة مراكش آسفي. بلغ عدد سكانها سنة 2004 حوالي 14,988 نسمة يعيشون في 2,452 أسرة.

## إحصاء عام
| السنة | عدد السكان | عدد الأسر | عدد الأجانب |
| ----- | ---------- | --------- | ----------- |
| 1994  | 13475      | 2116      | °°°°        |
| 2004  | 14988      | 2452      | 2           |

## دواوير الجماعة
- أولاد علي بن عيسى
- المكاديم
- أولاد أبي عنان
- أولاد التومي
- أولاد مبارك